# Aldus Manutius der Jüngere
Aldus Manutius der Jüngere (* 13. Februar 1547 in Venedig; † 28. Oktober 1597 in Rom) (auch: Aldo Manuzio, Manuzzi oder Manucci) war der jüngste Sohn der berühmten Buchdruckerfamilie.

## Leben

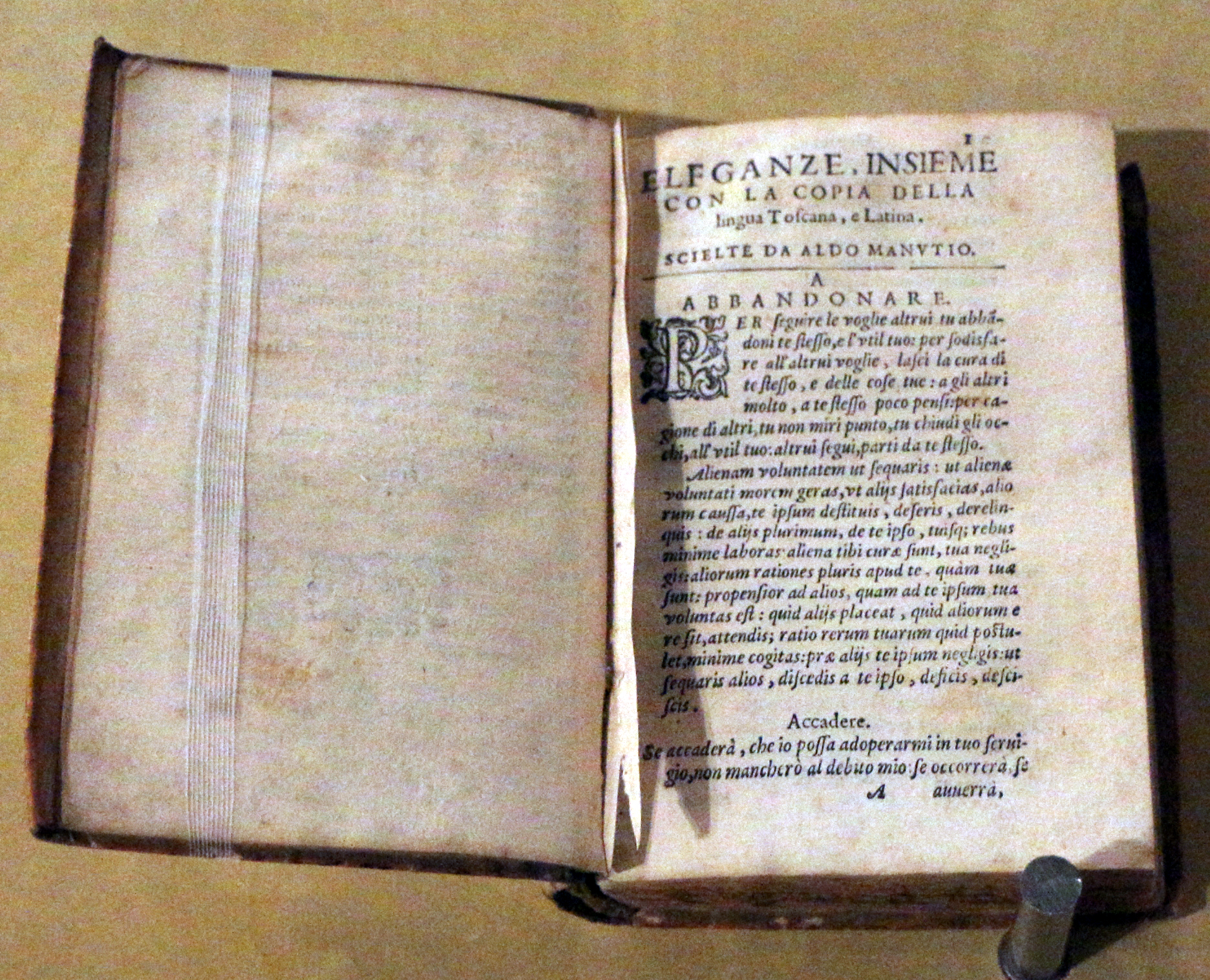
Aldo Manuzio, Eleganze della lingua Toscana e Latina, Venezia, presso G.B. Bonfandino, 1588.

Schon in jungen Jahren gab er lateinisch-italienische Eleganzen heraus. Er studierte die klassischen Sprachen. Er lehrte in Venedig und war dann als Professor der Rhetorik in Bologna, Pisa und Rom.
Nach dem Tod seines Großvaters Aldus Manutius des Älteren im Jahre 1515 wurde dessen Offizin zuerst von Verwandten, dann von seinem Vater Paulus Manutius weitergeführt. Als dieser 1561 zum Leiter der Päpstlichen Buchdruckerei im Vatikan ernannt wurde, übernahm sein Sohn Aldus (der Jüngere) das Verlagshaus in Venedig. Die väterliche Druckerei verfiel unter seiner Leitung. Auch als Lehrer hatte er wenig Zulauf, sodass er gezwungen war, die ererbte wertvolle Bibliothek von achtzigtausend Bänden zu verkaufen, um seinen Unterhalt sicherzustellen.
Manutius der Jüngere legte 1566 ein Satzzeichen-System vor, konsequent angewandt in der Antiqua, dem Schriftsatz für lateinische Texte. Wie auch sein Großvater hatte er ein grundlegendes Verständnis von Satzzeichen als syntaktische Gliederungszeichen und verwendete auch das Komma erstmals systematisch und einheitlich. Ihre Interpunktion war beispielgebend. Heute hat man im Wesentlichen ihre Vorstellungen übernommen. Hatte die Zeichensetzung bis dahin den Zweck, für das Vorlesen aus Büchern Hinweise auf Tonfall und Atempausen zu geben, so hielt Aldus Manutius der Jüngere 1566 fest, Zweck der Interpunktion sei hauptsächlich, Klarheit in die Syntax zu bringen.
1590 wurde er nach Rom berufen, wo er unter Papst Clemens VIII. die Vatikanische Druckerei leitete und 1597 erbenlos starb.
Als Humanist hat er sich besonders um eine nationalsprachliche Gelehrsamkeit bemüht.
Als die Offizin nach seinem Tod aufgelöst wurde, waren die Werke der wichtigsten antiken Autoren und damit die klassisch-griechische Geisteswelt endgültig für die Nachwelt gerettet.

## Werke
- Eleganze, insieme con la copia della lingua toscana e latina, 1558, auch 1559, 1580 u.ö.;
- Orthographiae ratio, collecta ex libris antiquis, 1561, auch 1566; Auszug daraus: Epitome orthographiae, 1575;
- Discorso intorno all‘ eccellenza delle repubbliche, 1572 (auch lateinische Übersetzung desselben);
- Locuzioni delle epistole di Cicerone, 1575;
- De Quaestis per epistolam libri III, 1576;
- Il perfetto Gentil-Uomo, 1584; XXV discorsi politici sopra Livio, 1601; daneben Kommentare zu Sallust, zur Poetik des Horaz u. a.